# دنیس شستاک
دنیس شستاک (اوکراینی: Денис Вадимович Шостак؛ زادهٔ ۲۴ ژانویهٔ ۲۰۰۳) بازیکن فوتبال است.
وی همچنین در تیم‌های ملی فوتبال Ukraine national under-17 football team و Ukraine national under-19 football team بازی کرده‌است.